# Lago di Favogna
Il lago di Favogna (Fennberger See in tedesco) è un piccolo lago alpino situato sull'altipiano di Favogna (Fennberg) a 1034 m nel comune di Magrè sulla Strada del Vino (BZ), a circa 44 km da Bolzano.
Dal 1977 il lago e la zona circostante, per una estensione di 10 ettari, sono un biotopo protetto per il suo valore botanico e faunistico. I prati adiacenti al lago sono ricchi di specie vegetali tipiche di habitat umidi come il ranuncolo, l'erioforo (Eriophorum vaginatum), la pianta carnivora Pinguicula vulgaris e varie orchidee selvatiche tra cui Anacamptis morio ed Epipactis palustris.